# Nessibou Zeamanouél
Le dejazmach Nessibou Zeamanouél (ge'ez : ነሲቡ ዘአማኑኤል) (1893 - 1936) est un administrateur et un militaire éthiopien.

## Biographie
Né en 1893, Nessibou est éduqué à Addis-Abeba à l'école Menelik II. De 1922 à 1932, il est maire d'Addis Abeba. En 1931, il est nommé à la tête des régions gouragué et Sodo et l'année suivante, il devient gouverneur du Balé. En 1935-1936, il participe à la seconde guerre italo-éthiopienne sur le front sud. Il décède en Suisse de la tuberculose le 16 octobre 1936.